# Chinguiz Labazánov
Chinguiz Suleimánovich Labazánov –en ruso, Чингиз Сулейманович Лабазанов– (18 de abril de 1991) es un deportista ruso que compite en lucha grecorromana.
Ganó una medalla de oro en el Campeonato Mundial de Lucha de 2014 y una medalla de plata en el Campeonato Europeo de Lucha de 2017. En los Juegos Europeos de Bakú 2015 obtuvo una medalla de bronce en la categoría de 71 kg.

## Palmarés internacional
| Campeonato Mundial | Campeonato Mundial   | Campeonato Mundial | Campeonato Mundial |
| Año                | Lugar                | Medalla            | Categoría          |
| ------------------ | -------------------- | ------------------ | ------------------ |
| 2014               | Taskent (Uzbekistán) | Medalla de oro     | 71 kg              |
| Juegos Europeos    |                      |                    |                    |
| Año                | Lugar                | Medalla            | Categoría          |
| 2015               | Bakú (Azerbaiyán)    | Medalla de bronce  | 71 kg              |
| Campeonato Europeo |                      |                    |                    |
| Año                | Lugar                | Medalla            | Categoría          |
| 2017               | Novi Sad (Serbia)    | Medalla de plata   | 75 kg              |